# Achete
Achete is een plaats (freguesia) in de Portugese gemeente Santarém en telt 1895 inwoners (2001).